# Det Medvetna (Sigmund Freud)
Det Medvetna i vår psykiska apparat innehåller allt som vi omedelbart har tillgång till. I det medvetna härskar realitetsprincipen, som innebär att lust visserligen eftersträvas, men ständigt med hänsyn till verklighetens krav, och med förmåga till modifikation, inskränkning eller uppskjutande till annan tidpunkt då så krävs. I det medvetna råder också sekundärprocesstänkande, vilket är vårt vanliga logiska tänkande.
Psykoanalysens fader Sigmund Freud skapade år 1900 sin topografiska modell, där den psykiska apparaten uppdelas i medvetet, förmedvetet och omedvetet.